# 8 mai 1924
Le jeudi 8 mai 1924 est le 129e jour de l'année 1924.

## Naissances
- Georges Lycan (mort le 6 février 2006), acteur français
- Marcel Portier (mort le 5 avril 2002), acteur français
- Kang Shin-jae (mort le 12 mai 2001), auteure sud-coréenne
- Yves Bergougnan (mort le 15 avril 2006), joueur français de rugby à XIII et de rugby à XV
- A.J. Watson (mort le 12 mai 2014), chef mécanicien et constructeur de monoplaces
- Petru Dumitriu (mort le 6 avril 2002), écrivain roumain

## Décès
- Albert Cim (né le 22 octobre 1845), romancier, critique littéraire et bibliographe français
- Henri Duquesne Watelet de la Vinelle (né le 14 janvier 1864), homme politique belge

## Autres événements
- Fin du mandat de président costaricain de Julio Acosta García suivi par Ricardo Jiménez Oreamuno
- Création du Concerto pour piano nº 2 de Prokofiev à Paris dans sa version révisée de 1923.
- Planitz obtient le statut de ville
- On observe le Transit de Mercure